# Les Chevaliers du ciel (série télévisée)
Pour les articles homonymes, voir Les Chevaliers du ciel et Tanguy et Laverdure.
Les Chevaliers du ciel ou Les Aventures de Tanguy et Laverdure est une série télévisée française en 39 épisodes de 26 minutes, créée par Jean-Michel Charlier, d'après la bande dessinée Les Aventures de Tanguy et Laverdure dessinée par Albert Uderzo, et réalisée par François Villiers. La série a été diffusée du 16 septembre 1967 au 3 mars 1970 sur la première chaîne de l'ORTF, puis sur la deuxième chaîne couleur.
Au Québec, elle a été diffusée à partir du 7 septembre 1967 à la Télévision de Radio-Canada.
Le tournage de la première saison de cette série, réalisé en partenariat avec l'Armée de l'air, se fit partiellement sur la base aérienne 102 de Dijon, courant 1966 ainsi qu'à la base aérienne de Beauvechain (Belgique - Brabant wallon) dans le courant de l'année 1968.
Une quatrième saison était envisagée, mais Jacques Santi fut victime d'un grave accident de la route qui mit un terme à ce projet.
Un film fut également adapté en 2005 et une nouvelle série télévisée en 6 épisodes en 1988 diffusée sur la chaine TF1.

## Synopsis
Cette série met en scène deux pilotes de chasse, les lieutenants Michel Tanguy et Ernest Laverdure. Tanguy est un pilote de chasse brillant et parfois héroïque, généralement soucieux des règlements et ne dérogeant aux règles que rarement et toujours pour de bonnes raisons, séducteur mais réservé, consciencieux et courageux, alors que Laverdure est un dragueur invétéré, excentrique et gaffeur tout en étant, également, un excellent pilote.

### Première saison (1967-1968)
Les deux amis sont d'abord aux prises avec un mystérieux « Monsieur X » (Valery Inkijinoff) et ses espions, dirigés par « Max » (José Luis de Vilallonga), qui veulent percer les secrets de la base aérienne 102 de Dijon. Kidnappings, sosies, sabotages et voltiges en Mirage III forment un cocktail qui tient le public en haleine. Durant ces aventures, Tanguy tombe amoureux de Nicole (Michèle Girardon), la secrétaire du colonel, tandis que Laverdure court les jupons de femmes en tous genres.

### Deuxième saison (1968-1969)
Après le décès accidentel de Nicole, Tanguy et Laverdure quittent Dijon pour des endroits de plus en plus exotiques. Ils séjournent d'abord à la base aérienne 125 d'essais d'Istres pour tester le Voltaire, avion à décollage vertical, puis partent à Tahiti, sur le théâtre des essais nucléaires français. Ils y seront confrontés à une bande de dangereux fanatiques désirant transformer ces essais en catastrophe. Ensuite les deux amis sont aux prises avec une mystérieuse puissance étrangère qui dévie les missiles expérimentaux français.

### Troisième saison (1969-1970)
Encore plus d'aventures exotiques : aux Antilles françaises, au Pérou et même en Floride sur le site de Cap Canaveral.

## Distribution
- Jacques Santi : Michel Tanguy
- Christian Marin : Ernest Laverdure

- Michèle Girardon : Nicole (1967) Saison 1
- Roger Pigaut : Capitaine Merlet
- Jean-Claude Michel : Colonel Le Guenn
- Jacques Richard : Commandant Mounier
- Jean Sobieski : Philippe Larrafieu
- Muriel Baptiste : Muriel puis Colette
- Ivan Desny : Erik Gunther
- Maria-Rosa Rodriguez : Gisèle, la fausse journaliste
- Ian Ireland : Steve Lester
- Gabriel Gascon : Louis Gagnon
- Nicolas Vogel : Capitaine Mercier
- Marlène Jobert : Irène
- Catherine Diamant : Chantal
- Valéry Inkijinoff : Monsieur X
- Pierre Fromont (non crédité) : Responsable du renseignementsm et de la sûreté de la base aérienne de Dijon[4]
- José Luis de Vilallonga : Max
- Henri Lambert : un sbire de Max
- Jean Rupert : l'aubergiste (non crédité)
- Jean Berger : voix de plusieurs personnages secondaires (non crédité)

Saison 2
- Jacques Berthier : le Colonel (Base de Bou-Sfer)
- Jean-François Calvé : Robert Leroux
- Gérard Darrieu : Lurot
- Edith Garnier : Anne
- Clotilde Joano : Micheline Leroux
- Alain Mottet : le chef du Bunker
- François Patrice : le chef des Paras
- Jean Perrin : Blanc
- Pascale Roberts : Nathalie
- Sabine Sun : Monique
- Victor Lanoux : Lantier
- Valéry Inkijinoff : le Képala
- Maïa Flohr : Moana
- Yogo Flohr : Yogo
- Jacques David : Mercier

Saison 3
- Jacqueline Laurent : Monica
- Claudia Olaechea : Maria Tuma
- François Patrice : le docteur

## Épisodes

### Saison 1
1. Laverdure et Tanguy attirent l'attention d'un mystérieux personnage. Celui-ci propose à Tanguy une affectation de pilote de chasse dans une entreprise privée.
2. Alors que Tanguy et Laverdure se préparent à un vol en haute altitude, Tanguy se voit accusé de dettes de jeu ; il devra prouver son innocence pour ne pas être renvoyé de l'armée.
3. Pendant que l'escadrille des Cigognes poursuit son entraînement, deux pilotes canadiens se font kidnapper à leur arrivée à Paris et ce sont deux sosies qui se présentent à la base de Dijon.
4. Les faux officiers canadiens sont inquiets car le capitaine Merlet a des doutes sur leur véritable identité.
5. Le capitaine Merlet est victime d'un accident causé par un des deux espions infiltrés au centre militaire.
6. Un jeune pilote, Larrafieu, rejoint l'escadrille de Tanguy et Laverdure. Il s'attire immédiatement les foudres du commandant Mounier.
7. Malgré la météo désastreuse, Tanguy prend l'air et assure la mission à la place du lieutenant Larrafieu. Furieux, ce dernier décide de démissionner.
8. Pendant que Laverdure dîne avec Nicole, Tanguy est de permanence à la base. Max, l'âme damnée de Monsieur X, envoie un avion espion photographier les nouvelles installations atomiques françaises.
9. Une société aéronautique demande à Max de faire en sorte que la vente d'une soixantaine de Mirage 5 à un pays étranger ne puisse se conclure.
10. L'avion de Gunther s'écrase dans les forêts du Jura. La vente des Mirage est donc compromise, d'autant que Laverdure donne une interview accablante à une journaliste qui sait user de ses charmes !
11. Le Mirage de Tanguy va tenter un record en montant à 20000 mètres en 4 minutes. Nicole est furieuse que Tanguy prenne autant de risques et, pour compliquer l'affaire, la nouvelle petite amie de Laverdure est au service de Max.
12. Un avion Douglas DC-3 est abattu non loin de la base de Dijon, mais ce n'était pas le bon : Max et le mystérieux Monsieur X visaient un autre avion chargé de transférer à Paris un haut dignitaire étranger.
13. Tanguy a tendu un piège aux espions : l'important passager n'est pas dans son DC-3 et des Mirage vont accueillir le pilote ennemi.

### Saison 2
1. Laverdure vit de tumultueuses amours avec une Suédoise, et Tanguy noue une idylle avec Anne. Les deux pilotes sont bientôt réunis sur un bimoteur pour un exercice délicat.
2. Avec l'assistance de Leroux, Tanguy est chargé de la mise au point du Voltaire, un chasseur supersonique à décollage vertical.
3. À Tahiti, Tanguy et Laverdure expérimentent un nouveau système de prélèvements aériens des retombées atomiques, au cours d'expériences nucléaires.
4. Les Pembalas sont plus décidés que jamais à faire échouer les essais français.
5. Tout est prêt pour la principale explosion atomique de la campagne de tir. La bombe a été installée sur le site désertique de Mururoa.
6. Lantier a été sauvé de justesse, mais son hydravion est resté dans le lagon d'un atoll.
7. Une ogive d'un type ultra secret doit être transportée d'Istres à la base d'expérimentation des Landes.
8. Dans les Landes, la fusée porteuse de l'ogive secrète a été tirée. Mais des agents étrangers ont réussi à dévier sa course.
9. Des espions ont intercepté l'appel de détresse lancé par Tanguy et Laverdure, perdus en plein Sahara.
10. Tanguy est prisonnier de nomades qui en espèrent une forte rançon. Laverdure est abandonné à demi-mort par les parachutistes ennemis.
11. La station de brouillage clandestine est toujours en activité, probablement à partir d'une zone semi-désertique des Canaries. Tanguy et Laverdure y sont envoyés pour la localiser.
12. Tanguy et Laverdure recherchent la station de brouillage des lancements de fusées. Cette mission s'avère plus ardue que prévu.
13. Malgré la destruction du repaire des agents étrangers, le brouillage continue.

### Saison 3
1. Tanguy et Laverdure sont envoyés en Belgique pour étudier les problèmes opérationnels que va poser l'utilisation des nouveaux Dassault Mirage 5 par la force aérienne belge.
2. Tanguy pilote des Republic F-84F Thunderstreak qui doivent être remplacés par des Mirage. Un simulacre d'alerte atomique est en cours.
3. Le Dassault Mirage G est un prototype en cours d'examen. Tanguy est chargé de tester l'appareil en vol opérationnel.
4. Laverdure est nommé à Salon-de-Provence à la Patrouille de France. Tanguy poursuit la mise au point du Mirage G.
5. À l'école de l'air de Salon-de-Provence, le meeting est pour bientôt. Des pilotes venus des quatre coins du monde viennent se perfectionner sur des appareils français.
6. À la base d'Orange, Tanguy et Laverdure achèvent la mise au point d'un nouvel équipement radar destiné aux Mirage.
7. À la suite d'un amerrissage forcé pendant de grandes manœuvres aéronavales, Tanguy et Laverdure sont recueillis à bord du porte-avions Foch.
8. Tanguy et Laverdure effectuent un stage de ré-oxygénation en haute montagne, quinze jours dans les Alpes sur les pistes de La Plagne.
9. Laverdure quitte Paris pour un grand voyage, mais cette fois il n'est pas en mission. Il va prendre des vacances très spéciales.
10. Tanguy et Laverdure se rendent au Pérou pour tester des Mirage 5 en mission opérationnelle.
11. L'ancien instructeur de Tanguy et Laverdure est devenu conseiller technique de la Force aérienne du Pérou. Au cours d'un vol d'entraînement, il a disparu avec son avion.
12. Laverdure part à la recherche de son ancien instructeur disparu dans l'Amazonie péruvienne.
13. Tanguy a participé à la mise au point d'un calculateur automatique de navigation et de tir. Le succès de cet appareillage est foudroyant. Sur le plan sentimental, Tanguy a moins de chance.

## Commentaires
- Si vous ne connaissez pas le sujet, laissez ce bandeau (vous pouvez alors contacter les auteurs).
- Si vous supprimez le contenu mis en cause (vous pouvez préalablement contacter les auteurs),

argumentez précisément cette suppression dans la page de discussion
(un manque de référence n'est pas un argument ; une recherche réelle de référence doit avoir été effectuée, être formellement documentée).

### Première saison
La musique originale de la première saison, parue chez Philips, est composée par Bernard Kesslair. La chanson du générique Les Chevaliers du ciel, interprétée par Johnny Hallyday, est composée par ces deux derniers. Les paroles sont signées Jacques Chaumelle.
Les morceaux Jazz dans les nuages, Jet-jerk et Amour, violons et réacteurs sont interprétés par Armand Migiani et son orchestre.

#### Production
Pour ces treize épisodes, l'équipe de tournage a passé les trois mois de l'été 1966 à la base de chasse de Dijon, après avoir obtenu de l'Armée de l'air autorisations et matériel. Aucun effet spécial n'a été réalisé, tout a été tourné « en vrai ». Ainsi, pour les séquences aériennes, les cadreurs ont employé un biréacteur Morane-Saulnier MS-760 « Paris » pouvant suivre des Mirage dans le ciel et permettant les mouvements de caméra.
La série se confondait parfois avec la réalité. On a en effet vu un capitaine étranger à la base présenter ses respects à un colonel... qui était un acteur de la série. Pour un épisode, on a dû filmer la nuit au-dessus de Paris (toutes les autorisations ayant été accordées) un avion furtif peinturluré d'une gueule de requin. Cette nuit-là, des dizaines de Parisiens terrorisés ont téléphoné à la préfecture de Police, croyant à un attentat aérien !
Le personnage de Colette est joué par Muriel Baptiste, alors compagne de Jacques Santi qu'elle a connu sur le tournage de La Princesse du rail. Lors des prises de vue avec Christian Marin, elle change en direct le nom de son personnage en Muriel. Le réalisateur François Villiers décide de ne pas refaire la scène.
Outre Muriel Baptiste et Jacques Santi, cette première saison réunit un couple à la ville, Michèle Girardon et José-Luis de Villalonga.

### Deuxième saison
La musique originale des deuxième et troisième saisons est composée par François de Roubaix. La chanson du générique Le Ciel Nous Fait Rêver (deuxième saison) est interprétée par Johnny Hallyday.

#### Production
Alors que la première série a été diffusée en noir et blanc, celle-ci l'est en couleur. Les six épisodes tournés à Tahiti ont entraîné des difficultés. Climat, animaux, coutumes locales, etc. ont mis des bâtons dans les roues de l'équipe de tournage, qui est tout de même arrivée à ses fins.
La tranquillité locale de Tahiti a perturbé le tournage. Un jour, en effet, des danseuses tahitiennes convoquées pour 11 heures se sont présentées, sans se presser, à 18 heures. Un soir[Quand ?], des membres de l'équipe de tournage regardaient la mer en trempant leurs pieds dans l'eau. Soudain, l'un d'eux aperçut un requin les guettant, à quelques mètres d'eux. Il eut la présence d'esprit de presser calmement ses compagnons de lever rapidement les pieds, privant le squale d'un repas dont il se régalait sûrement d'avance.

### Troisième saison
Pour la troisième saison, la chanson du générique de la première saison est réutilisée.

#### Production
L'épisode se passant au Cap Canaveral de Floride fut compliqué à réaliser, la production n'ayant pas obtenu l'autorisation de tourner sur le site. Afin de ne pas repartir bredouilles, ils eurent l'idée de transformer le scénario, où l'on voit Laverdure jouant au touriste dans le car qui traverse le site spatial.
Une quatrième saison était envisagée mais le comédien Jacques Santi fut victime d'un accident d'automobile qui le laissa un temps défiguré, ce qui mit fin au projet.

## Aéronefs apparaissant dans la série
- Curtiss P-36 Hawk[réf. nécessaire]
- Heinkel 111
- Bf 109 Buchon
- Bell H-13 Sioux (CEV)

- Boeing 707 (Air France, Qantas)

- Bréguet 765 Sahara (armée de l'air française)

- Bréguet 941 (présenté comme avion de transport sous les couleurs de l'armée de l'air française)

- Bréguet 1050 Alizé (marine française)

- Bréguet Atlantique (marine française)

- Cessna 172

- Consolidated PBY Catalina

- Convair 440 (Ibéria)

- Dassault Etendard IVM (marine française)

- Dassault Mirage 5 (force aérienne péruvienne, avec prototype de viseur d'attaque)

- Dassault Mirage III B (armée de l'air française, CEV)

- Dassault Mirage III C (armée de l'air française)

- Dassault Mirage III E (armée de l'air française)

- Dassault Mirage III V (prototype dénommé Voltaire dans la série)

- Dassault Mirage G

- Dassault Super Mystère (armée de l'air française, CEV)

- Douglas DC-3 (armée de l'air française)

- Douglas DC-9 (Ibéria)

- English Electric Canberra (force aérienne péruvienne)

- Fouga CM-170 Magister (CEV)

- Hélicoptère biplace non identifié (CEV)

- Lockheed L-749 Constellation (CEV)

- Lockheed F-80 Shooting Star

- Lockheed F-104G Starfighter (force aérienne belge)

- Lockheed T-33 (CEV)

- Lockheed TF-104G Starfighter (force aérienne belge)

- Morane-Saulnier MS.760 Paris (CEV)

- Nord Aviation Stampe SV-4C

- Nord-Aviation Nord 2501 Noratlas (CEV)

- Piper Cub (armée de l'air française)

- Pilatus PC-6 Porter (Air Alpes)

- Republic F-84G Thunderstreak (force aérienne belge)

- Sikorsky H-19 (ALAT)

- Sikorsky H-34 (ALAT)

- SNCASO SO.30 Bretagne (armée de l'air française)

- SNCASO SO.4050 Vautour (armée de l'air française)

- Sud-Aviation Alouette II (armée de l'air française)

- Sud-Aviation Alouette III (marine française)

- Sud-Aviation Caravelle

- Vough F-8E (FN) Crusader (marine française)

## Produits dérivés

### Film
- 2005 : Les Chevaliers du ciel, de Gérard Pirès.

### Série télévisée
- 1988 : Les Nouveaux Chevaliers du ciel de Patrick Jamain en 6 épisodes (saison 1), de Jean-Pierre Desagnat en 4 épisodes (saison 2)